# Niederländische Badmintonmeisterschaft 2025
Die Niederländische Badmintonmeisterschaft 2025 fand vom 31. Januar bis zum 2. Februar 2025 in Almere statt. 

## Medaillengewinner
| Veranstaltung | Gold                             | Silber                          | Bronze                         |
| ------------- | -------------------------------- | ------------------------------- | ------------------------------ |
| Herreneinzel  | Joran Kweekel                    | Mark Caljouw                    | Noah Haase                     |
| Herreneinzel  | Joran Kweekel                    | Mark Caljouw                    | Aram Mahmoud                   |
| Dameneinzel   | Novi Wieland                     | Flora Wang                      | Amy Tan                        |
| Dameneinzel   | Novi Wieland                     | Flora Wang                      | Alida Chen                     |
| Herrendoppel  | Mark Caljouw Robin Tabeling      | Ties van der Lecq Brian Wassink | Dennis Koppen Dyon van Wijlick |
| Herrendoppel  | Mark Caljouw Robin Tabeling      | Ties van der Lecq Brian Wassink | Noah Haase Alex Vlaar          |
| Damendoppel   | Debora Jille Alyssa Tirtosentono | Jaymie Laurens Kirsten de Wit   | Meerte Loos Cheryl Seinen      |
| Damendoppel   | Debora Jille Alyssa Tirtosentono | Jaymie Laurens Kirsten de Wit   | Alida Chen Rosalie Teuben      |
| Mixed         | Ties van der Lecq Debora Jille   | Robin Tabeling Kirsten de Wit   | Dyon van Wijlick Cheryl Seinen |
| Mixed         | Ties van der Lecq Debora Jille   | Robin Tabeling Kirsten de Wit   | Brian Wassink Jaymie Laurens   |